# Пекуровская, Ася Марковна
Ася Марковна Пекуровская (англ. Asya Pekurovskaya; род. 29 февраля 1940, Ленинград, СССР) — русский и американский прозаик, филолог, мемуарист.

## Биография
Окончила филологический факультет Ленинградского государственного университета в 1966 году. С будущим мужем — писателем Сергеем Довлатовым — познакомилась на втором курсе филологического факультета ЛГУ в декабре 1959 года (Довлатов учился на финно-угорском отделении). 
В 1973 году с дочерью, матерью и семьёй сестры эмигрировала в США. Проходила докторантуру (ABD) по литературоведению в Стэнфордском университете. В 1976—1983 годах преподавала литературу в Рид-колледже. Живёт в Пало-Алто и Баденвейлере (Германия).
Автор воспоминаний о Сергее Довлатове и Иосифе Бродском, двух книг филологической прозы «Страсти по Достоевскому» (2004) и «Герметический мир Иммануила Канта» (2010), цикла книг для детей «Spark the Stone Man». Прототип Таси, героини повести Довлатова «Филиал».
В Ленинграде жила на улице Жуковского, 27.

## Семья
- Родители — Мотель Герцович Пекуровский (1906—1970)[5] и Анна Давыдовна Пекуровская[6]. Сестра — Галина Марковна Пекуровская (род. 1950), выпускница Ленинградского электротехнического института и Американского колледжа финансовых услуг[англ.], финансист.
- Первый муж (1960—1968) — Сергей Донатович Довлатов, писатель; брак фактически распался в 1962 году.
  - Дочь — Мария Пекуровская (род. 1970).
- Второй муж — Иоахим Лаубш (англ. Joachim H. Laubsch, род. 1939), учёный в области информатики[7].

## Книги
- Когда случилось петь С. Д. и мне (Сергей Довлатов глазами первой жены). СПб.: Symposium, 2001. — 430 с.
- Страсти по Достоевскому: механизм желаний сочинителя. М.: Новое литературное обозрение, 2004. — 601 с.
- Герметический мир Иммануила Канта: по ту сторону зрения и слуха. СПб.: Алетейя, 2010. — 566 с.
- Spark the Stone Man: Books 1—3. Pekasus, 2011.
- Спарк — каменный мальчик (книги 1—3). Pekasus, 2011.
- Непредсказуемый Бродский (из цикла Laterna Magica). СПб.: Алетейя, 2017. — 254 с.
- Happy Ending Is Put on Ice. Austin Macauley, 2020. — 236 p.
- Prix Nobel, Oui, Ma Belle. L. R. Price Publications, 2022.

## Публикации
- The Nature of Referentiality in The Double // In: Dostoevski and the Human Condition after a Century. Edited by Alexej Ugrinsky, Frank S. Lambasa, Valija K. Ozolins. New York: Greenwood Press, 1986.
- Довлатов (плюс минус) миф. Исповедь // Грани. — 1999. — № 192. — С. 52—93.
- Asya Pekurovskaya. Quest for Glory and Quest for Word: Case of Bro and Case of Bo. Chapter 6. Modern Literature 2024
- Asya Pekurovskaya. Quest for Glory and Quest for Word: Case of Bro and Case of Bo. Chapter 23. Modern Literature 2024